# Paul Walker
Paul William Walker IV, född 12 september 1973 i Glendale i Kalifornien, död 30 november 2013 i Valencia i Kalifornien, var en amerikansk skådespelare. Han är mest känd för sin roll som Brian O'Conner i The Fast and the Furious-filmerna.

## Biografi
Paul William Walker var äldst av fem barn till rörmokaren Paul Walker III och modellen Cheryl (född Crabtree). Han växte upp i San Fernando Valley i södra Kalifornien. Han hade irländskt, engelskt och tyskt påbrå.[källa behövs] Hans farfar var professionell boxare, känd som "Irish Billy Walker". Efter gymnasiet studerade Walker på flera olika högskolor, med huvudämnet marinbiologi. Redan vid två års ålder var han barnmodell. Walker berättade att anledningen till att han sökte sig till underhållningsbranschen var att hjälpa till med försörjningen i hemmet. Som barn medverkade han i olika reklamfilmer. 1985 var han med i olika TV-program som Highway to Heaven, Who's the Boss?, The Young and the Restless och Touched by an Angel. 1988 var han tillsammans med sin syster Ashlie med och tävlade i TV-showen I'm Telling! där de slutade på en andra plats.
Han gjorde sin filmdebut 1998 när han medverkade i komedin Meet the Deedles. Han medverkade senare i bland annat Välkommen till Pleasantville och She's All That innan han fick sitt genombrott i The Fast and the Furious och uppföljaren 2 Fast 2 Furious. Därefter har han bland annat medverkat i Running Scared och Eight Below. I Into the Blue spelade han mot Jessica Alba.
År 2013 deltog Paul Walker tillsammans med sin vän racerföraren Roger Rodas i en välgörenhetsinsamling till förmån för offren för tyfonen i Filippinerna. Efter insamlingen gav sig de båda ut på en provtur i Rodas röda Porsche Carrera GT, och på Hercules Street i Valencia körde Rodas av vägen och kraschade i ett träd. Bilen höll vid tillfället mellan 60 och 70 km/h över tillåten hastighet. En våldsam brand utbröt och Paul Walker och Roger Rodas dog omedelbart.
Paul Walker efterlämnade en dotter från ett tidigare förhållande.

## Filmografi

### Film
| År   | Titel                             | Roll                | Anmärkning |
| ---- | --------------------------------- | ------------------- | ---------- |
| 1986 | Monster in the Closet             | "Professor" Bennett |            |
| 1987 | Programmed to Kill                | Jason               |            |
| 1994 | Tammy and the T-Rex               | Michael             |            |
| 1998 | Meet the Deedles                  | Phil Deedle         |            |
| 1998 | Välkommen till Pleasantville      | Skip Martin         |            |
| 1999 | Varsity Blues                     | Lance Harbor        |            |
| 1999 | She's All That                    | Dean Sampson        |            |
| 1999 | Brokedown Palace                  | Jason               |            |
| 2000 | The Skulls                        | Caleb Mandrake      |            |
| 2001 | The Fast and the Furious          | Brian O'Conner      |            |
| 2001 | Roadkill                          | Lewis Thomas        |            |
| 2002 | Life Makes Sense If You're Famous | Mikey               |            |
| 2003 | Turbo-Charged Prelude             | Brian O'Conner      |            |
| 2003 | 2 Fast 2 Furious                  | Brian O'Conner      |            |
| 2003 | Timeline                          | Chris Johnston      |            |
| 2004 | Ängel i New York                  | Mike Riley          |            |
| 2005 | Into the Blue                     | Jared Cole          |            |
| 2006 | Eight Below                       | Jerry Shepard       |            |
| 2006 | Running Scared                    | Joey Gazelle        |            |
| 2006 | Flags of Our Fathers              | Hank Hansen         |            |
| 2007 | The Death and Life of Bobby Z     | Tim Kearney         |            |
| 2007 | Stories USA                       | Mikey               |            |
| 2008 | The Lazarus Project               | Ben Garvey          |            |
| 2009 | Fast & Furious                    | Brian O'Conner      |            |
| 2010 | Takers                            | John Rahway         |            |
| 2011 | Fast & Furious 5                  | Brian O'Conner      |            |
| 2013 | Vehicle 19                        | Michael Woods       |            |
| 2013 | Fast & Furious 6                  | Brian O'Conner      |            |
| 2013 | Pawn Shop Chronicles              | Raw Dog             |            |
| 2013 | Hours                             | Nolan Hayes         |            |
| 2014 | Brick Mansions                    | Damien Collier      |            |
| 2015 | Fast & Furious 7                  | Brian O'Conner      |            |

### TV
| År        | Titel                      | Roll                     | Anmärkning                                                                |
| --------- | -------------------------- | ------------------------ | ------------------------------------------------------------------------- |
| 1984–1994 | CBS Schoolbreak Special    | Dill                     | Avsnitten: "Dead Wrong: The John Evans Story" och "Love in the Dark Ages" |
| 1985–1986 | Highway to Heaven          | Todd Bryant/Eric Travers | Avsnitten: "Birds of a Feather" och "A Special Love" (Parts 1 & 2)        |
| 1987      | Throb                      | Jeremy Beatty            | 23 avsnitt                                                                |
| 1990      | Charles in Charge          | Russell Davis            | Avsnittet: "Dead Puck Society"                                            |
| 1991      | Who's the Boss?            | Michael Haynes           | Avsnittet: "You Can Go Home Again"                                        |
| 1991      | What a Dummy               | Rick                     | Avsnittet: "Bringing Up Baby"                                             |
| 1992      | The Young and the Restless | Brandon Collins          |                                                                           |
| 1996      | Touched by an Angel        | Jonathan                 |                                                                           |
| 2010      | Shark Men                  | Sig själv                | 3 avsnitt                                                                 |
| 2013      | Shark Week                 | Sig själv                | 1 avsnitt                                                                 |

## Musikvideor
| År             | Artist                      | Sång                   | Anmärkning |  |
| -------------- | --------------------------- | ---------------------- | ---------- |  |
| Musikåret 1997 | The Mighty Mighty Bosstones | Wrong Thing Right Then |            |  |
| Musikåret 2003 | Ludacris                    | Act a Fool             |            |  |
| Musikåret 2013 | 2 Chainz & Wiz Khalifa      | We Own It              |            |  |
| Musikåret 2015 | Wiz Khalifa                 | See You Again          |            |  |